# 珠碧江水库
珠碧江水库是中国海南省白沙黎族自治县北部珠碧江中游的一座中型水库，是一座以灌溉为主，结合防洪、发电和养鱼等多种功用的多年调节水库。

## 概况
工程始建于1970年10月，1972年12月竣工。水库集水面积492平方千米，总库容为5920万立方米，正常蓄水库容1290万立方米。大坝有南、北两座，一座是均质土坝，一座是实用堰型浆砌石硬壳坝作为溢流坝。两座大坝都设有坝后引水式发电站，装机容量3600千瓦。水库是珠碧江灌区的主要供水水源，设计灌溉面积1667公顷，实际灌溉面积800公顷。